# Felipe Meligeni Alves
Felipe Meligeni Rodrigues Alves (* 19. února 1998 Campinas, São Paulo) je brazilský profesionální tenista. Ve své dosavadní kariéře na okruhu ATP Tour vyhrál jeden deblový turnaj. Na challengerech ATP a okruhu ITF získal čtyři tituly ve dvouhře a osmnáct ve čtyřhře. V juniorském tenise vyhrál čtyřhru US Open 2016, když s Bolivijcem Juanem Carlosem Aguilarem ve finále přehráli Kanaďany Félixe Augera-Aliassimeho a Benjamina Sigouina.
Na žebříčku ATP byl ve dvouhře nejvýše klasifikován v červnu 2023 na 129. místě a ve čtyřhře pak včervnu 2022 na 75. místě. Trénuje ho Marc Garcia Roman. Starší sestra Carolina Meligeni Alvesová je také profesionální tenistka. Strýc Fernando Meligeni, jemuž patřila 25. příčka žebříčku, si zahrál semifinále na French Open 1999.
V brazilském daviscupovém týmu debutoval v roce 2020 adelaidským kvalifikačním kolem proti Austrálii, v němž s Marcelem Demolinerem vyhráli čtyřhru nad párem James Duckworth a John Peers. Australané zvítězili 3:1 na zápasy. Do dubna 2021 v soutěži nastoupil k jedinému mezistátnímu utkání s bilancí 0–0 ve dvouhře a 1–0 ve čtyřhře.

## Tenisová kariéra
V rámci událostí okruhu ITF debutoval v červnu 2016, když na turnaji v brazilském Itajaí, dotovaném 10 tisíci dolary, nastoupil do čtyřhry s krajanem Igorem Marcondesem. Až ve finále je zdolal brazilský pár Rafael Matos a Marcelo Zormann. Dvouhru si poprvé zahrál o dva měsíce později, na srpnovém turnaji v Belému s rozpočtem 25 tisíc dolarů. V první fázi nestačil na krajana Marlona Oliveiru. Premiérový challenger ovládl na listopadovém São Paulo de Tênis 2020. Ve finále dvouhry přehrál portugalského hráče Frederica Ferreiru Silvu z počátku třetí světové stovky. Po boku Venezuelana Luise Davida Martíneze triumfoval i v saopaulské čtyřhře.
Ve dvouhře okruhu ATP Tour debutoval únorovým Rio Open 2020 v Riu de Janeiru, když jako 341. muž klasifikace obdržel divokou kartu. Na úvod jej vyřadila rakouská světová čtyřka Dominic Thiem po třísetovém průběhu. Jednalo se o jeho první zápas proti členu elitní světové osmdesátky. Do kvalifikace grandslamu poprvé zasáhl na lednovém Australian Open 2021 v Dauhá. Po vítězství nad Slovákem Martinem Kližanem jej do melbournské dvouhry nepustil 199. hráč žebříčku Tomáš Macháč. Premiérové finále na okruhu ATP Tour si zahrál ve čtyřhře únorového Córdoba Open 2021. Ve finále s krajanem Rafaelem Matosem zdolali monacko-francouzskou dvojici Romain Arneodo a Benoît Paire po dvousetovém průběhu a oba získali první trofej.

## Finále na okruhu ATP Tour
| Legenda                   |
| D – dvouhra; Č – čtyřhra  |
| Grand Slam (0)            |
| Turnaj mistrů (0)         |
| ATP Tour Masters 1000 (0) |
| ATP Tour 500 (0)          |
| ATP Tour 250 (2–0 Č)      |

### Čtyřhra: 2 (2–0)
| Stav  | č. | datum     | turnaj             | povrch | spoluhráč    | soupeři ve finále                 | výsledek            |
| ----- | -- | --------- | ------------------ | ------ | ------------ | --------------------------------- | ------------------- |
| Vítěz | 1. | únor 2021 | Córdoba, Argentina | antuka | Rafael Matos | Romain Arneodo Benoît Paire       | 6–4, 6–1            |
| Vítěz | 2. | únor 2022 | Santiago, Chile    | antuka | Rafael Matos | André Göransson Nathaniel Lammons | 7–6(10–8), 7–6(7–3) |

## Tituly na challengerech ATP a okruhu ITF
| Legenda                |
| ---------------------- |
| Challengery (2 D; 8 Č) |
| ITF (4 D. 0 Č)         |

### Dvouhra (6 titulů)
| Č. | datum         | turnaj              | povrch | poražený finalista       | výsledek            |
| -- | ------------- | ------------------- | ------ | ------------------------ | ------------------- |
| 1. | květen 2018   | Káhira, Egypt       | antuka | Orlando Luz              | 7–6(7–3), 7–6(7–3)  |
| 2. | únor 2019     | Monastir, Tunisko   | tvrdý  | Evan Hoyt                | 6–4, 6–3            |
| 3. | březen 2019   | Antalya, Turecko    | antuka | Ivan Nedělko             | 6–7(5–7), 7–5 skreč |
| 4. | duben 2019    | Antalya, Turecko    | antuka | Clement Geens            | 6–3, 1–0 skreč      |
| 1. | listopad 2020 | São Paulo, Brazílie | antuka | Frederico Ferreira Silva | 6–2, 7–6(7–1)       |
| 2. | červenec 2022 | Jasy, Rumunsko      | antuka | Pablo Andújar            | 6–3, 4–6, 6–2       |

### Čtyřhra (8 titulů)
| Č. | datum         | turnaj              | povrch | spoluhráč           | poražení finalisté                                | výsledek              |
| -- | ------------- | ------------------- | ------ | ------------------- | ------------------------------------------------- | --------------------- |
| 1. | listopad 2020 | Guayaquil, Ekvádor  | antuka | Luis David Martínez | Sergio Martos Gornés Jaume Munar                  | 6–0, 4–6, [10–3]      |
| 2. | listopad 2020 | São Paulo, Brazílie | antuka | Luis David Martínez | Rogério Dutra da Silva Fernando Romboli           | 6–3, 6–3              |
| 3. | červenec 2021 | Jasy, Rumunsko      | antuka | Orlando Luz         | Roberto Ortega Olmedo Hernán Casanova             | 6–3, 6–4              |
| 4. | červenec 2021 | Terst, Itálie       | antuka | Orlando Luz         | Antoine Hoang Albano Olivetti                     | 7–5, 6–7(6–8), [10–5] |
| 5. | srpen 2021    | Como, Itálie        | antuka | Rafael Matos        | Luis David Martínez Andrea Vavassori              | 6–7(2–7), 6–4, [10–6] |
| 6. | listopad 2021 | Montevideo, Uruguay | antuka | Rafael Matos        | Luciano Darderi Ignacio Carou                     | 6–4, 6–4              |
| 7. | listopad 2021 | Campinas, Brazílie  | antuka | Rafael Matos        | Gilbert Klier Júnior Matheus Pucinelli de Almeida | 6–3, 6–1              |
| 8. | duben 2022    | Tigre, Argentina    | antuka | Guillermo Durán     | Juan Bautista Torres Luciano Darderi              | 3–6, 6–4, [10–3]      |

## Finále na juniorském Grand Slamu

### Čtyřhra juniorů: 1 (1–0)
| Stav  | rok  | turnaj  | povrch | spoluhráč           | soupeři ve finále                      | výsledek      |
| ----- | ---- | ------- | ------ | ------------------- | -------------------------------------- | ------------- |
| Vítěz | 2016 | US Open | tvrdý  | Juan Carlos Aguilar | Félix Auger-Aliassime Benjamin Sigouin | 6–3, 7–6(7–4) |